# Elias Angeloni
Elias Angeloni (Criciúma, 20 de outubro de 1900 — Criciúma, 26 de abril de 1984) foi um político brasileiro. Parente do atual empresário varejista do ramo mercadista, Antenor Angeloni.

## Carreira
Foi prefeito municipal de Criciúma, de julho de 1933 a 14 de novembro de 1945.